# طيران أبو ظبي
طيران أبو ظبي هي شركة طيران إماراتية خاصة، تتخذ من مطار أبوظبي الدولي مركزاً لعملياتها، ويقع مقرها الرئيسي في إماراة أبوظبي عاصمة دولة الإمارات العربية المتحدة، تتضمن معظم مهام الشركة رحلات داخلية في إمارة أبو ظبي لتلبية احتياجات شركات النفط، طيران أبو ظبي شركة مساهمة عامة وأسهمها مدرجة على سوق أبوظبي للأوراق المالية.
تٌعد شركة طيران أبو ظبي أكبر مشغل للطائرات العمودية التجارية في الشرق الأوسط، حيث يشغل ويمتلك 58 طائرة في المجموع تضم 51 طائرة هليكوبتر.
توظف الشركة أكثر من 1000 موظف، بما في ذلك 130 طيارًا و 250 مهندسًا. يتمثل الجزء الأكبر من النشاط التجاري للشركة في دعم شركات النفط والهندسة والبناء في أبو ظبي. تشمل الأنشطة التجارية الأخرى الإخلاء الطبي، والبناء الجوي، والمسح، والتصوير، والتأجير، وتقديم خدمات نقل كبار الشخصيات. يتم تنفيذ جميع عمليات الرش الجوي للمحاصيل في دولة الإمارات العربية المتحدة ومعظم عمليات الرش الجوي في عمان من قبل طيران أبو ظبي.
يتبع مركز أبو ظبي لتدريب الطيران (ADATC) لطيران أبو ظبي ويخدم تدريب الطيارين التجاريين والعسكريين الذين يستخدمون أجهزة محاكاة طيران "D".

## نبذة تاريخية
تأسست شركة طيران أبو ظبي عام 1975 وبدأت عملياتها رسمياً عام 1976 بطائرات مروحية، وأضافت الطائرات ذات الأجنحة الثابتة عام 1991، واُفتتح مركز الصيانة الخاص بالشركة عام 1994، وتمتلك حكومة أبو ظبي 30% من رأس مال الشركة، أما نسبة 70% الباقية فقد تم طرح أسهمها في سوق أبو ظبي للأوراق المالية.

## الأسطول
- طائرتان من طراز بومباردير داش 8-200.
- 3 طائرات من طراز بومباردير داش 8-300.
- طائرتان من طراز بومباردير داش 8-400.
- طائرتان من طراز دي هايفلاند كندا.
- 16 طائرة من نوع «أوجوستا ويست لاند» AW139 .
- 12 طائرة مروحية من طراز «بيل 212»
- 22 طائرة مروحية من طراز «بيل 412»
- طائرة واحدة من طراز «يوروكوبتير» EC135.

## وصلات خارجية
- الموقع الرسمي